# 조반니 4세 델 몬페라토
조반니 4세 팔레올로고(이탈리아어: Giovanni IV Paleologo, 1413년 6월 24일 - 1464년 1월 19일)는 1445년부터 1464년까지 몬페라토 변경백국을 통치한 변경백이다.
3명의 남동생과 2명의 여동생을 둔 그는 조반니 자코모 델 몬페라토와 아메데오 7세 디 사보이아의 딸인 사보이아의 조반나 사이에서 태어났다. 그의 아버지가 아메데오 8세 디 사보이아를 상대로 전쟁을 벌이는 동안, 그는 포로로 잡혀 인질로 이용됐다.
그는 필리포 마리아 비스콘티가 후계자를 남기지 않고 사망하여 일어난 전쟁에 베네치아 공화국의 콘도티에로로서 싸웠다(롬바르디아 전쟁 보기). 그의 통치 기간 동안 팔라이올로고스 가문은 1453년 오스만 튀르크에게 점령당하며, 콘스탄티노플의 왕좌를 잃고 말았다.
그는 가문의 미래를 보장하기 위해 뒤늦게 루도비코 디 사보이아와 안느 드 뤼지냥의 딸인 마르게리타 디 사보이아와 혼인하기로 마음을 먹었고, 1458년 12월 혼인을 했다. 그녀는 지참금으로 100,000 스쿠도를 가져왔고, 트리노, 모라노, 보르고산마르티노, 몸바루초를 돌려주었다. 하지만 그들 사이에는 뮌스터베르크 공작 빅토르와 혼인하는 딸 엘레나 마르게리타(Elena Margherita, 1459년 – 1496년)만이 태어났다.
그는 또한 사라(Sara, 1462년–1503년)와 스키피오네(Scipione, 1463년–1485년)라는 사생아도 있었다.
조반니 4세가 1464년 1월 19일에 후계자가 없이 사망하였고, 그의 아버지와 나란히 성 프란체스코 교회에 안치되었다. 그의 자리는 형제 굴리엘모 8세가 물려받았다.

## 같이 보기
- 롬바르디아 전쟁

## 자료
- 〈Giovanni IV〉, 《Dizionario Biografico degli Italiani》 LVI, Roma, 2000, 131–135쪽.

| 전임 조반니 자코모 | 몬페라토 후작 1445년 - 1464년 | 후임 굴리엘모 8세 델 몬페라토 |